# شويا كاميا
شويا كاميا (باليابانية: 神谷 駿文) (23 ديسمبر 1991 في آيتشي في اليابان – )؛ هو لاعب كرة قدم ياباني سابق كان يلعب كلاعب وسط.

## وصلات خارجية
- شويا كاميا على موقع رابطة كرة القدم اليابانية للمحترفين (اليابانية)